# Asperula rigidula
Asperula rigidula là một loài thực vật có hoa trong họ Thiến thảo. Loài này được (Halácsy) Halácsy mô tả khoa học đầu tiên năm 1900.